# Paramysis festae
Paramysis festae är en kräftdjursart som beskrevs av Colosi 1921. Paramysis festae ingår i släktet Paramysis och familjen Mysidae. Inga underarter finns listade i Catalogue of Life.